# Peperomia tominana
Peperomia tominana är en pepparväxtart som beskrevs av C. Dc.. Peperomia tominana ingår i släktet peperomior, och familjen pepparväxter. Inga underarter finns listade i Catalogue of Life.